# 佩雷斯冰川
84°6′S 177°0′E / 84.100°S 177.000°E
佩雷斯冰川是南極洲的冰川，位於杜費克海岸，全長18公里，流經休斯山脈的布倫南山，最終在焦溫科山麓冰川以東注入羅斯冰架。